# Pinot Noir

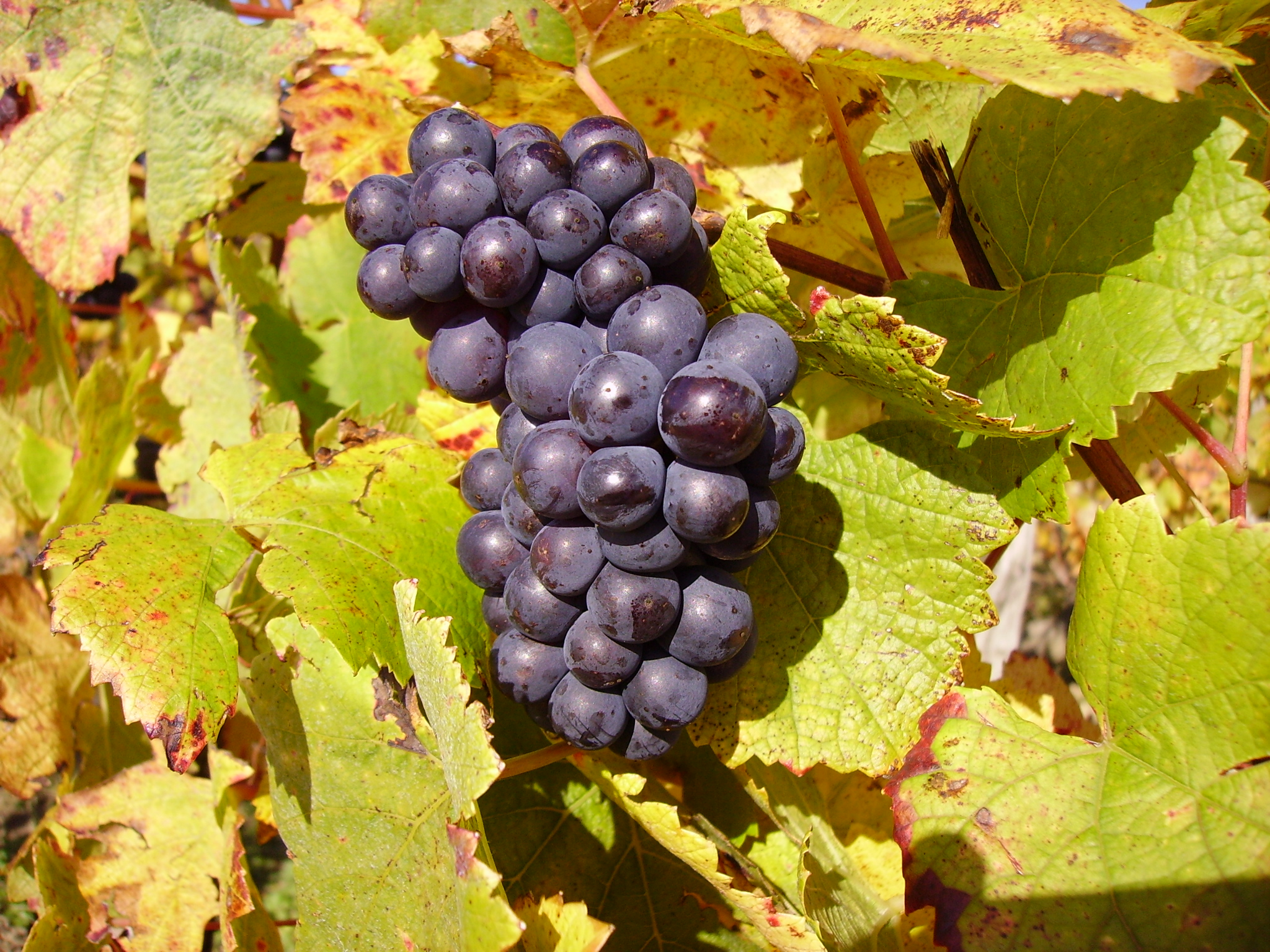
Strugure de Pinot Noir

Pinot Noir este un soi nobil de viță de vie (Vitis Vinifera), un strugure de culoare roșie folosit în general în procesul de producere al vinului cu același nume. Acesta crește în mai multe zone geografice de pe glob, însă este asociat în special cu regiunea Côte-d'Or, din Bourgogne, Franța, unde se produce unul dintre cele mai de calitate (dar și scumpe) vinuri din lume. 
Pinot Noir este unul din cele trei soiuri de struguri permise de către legislația franceză în producerea șampaniei, alături de Pinot Meunier și Chardonnay.

## Scurt istoric
Pinot Noir este unul dintre cele mai vechi soiuri de struguri din lume și a fost denumit după forma de con de pin pe care o are înainte de a fi cules. O altă variantă susține faptul că a fost denumit dupa familia Pinot, al cărei arbore genealogic datează în urmă cu peste 2000 de ani. 
Legenda spune că Pinot-ul a sosit pe teritoriul Galiei încă de pe vremea romanilor, deși există istorici care susțin că romanii ar fi găsit aceasta varietate acolo când au cucerit teritoriul cunoscut astăzi sub numele de Bourgogne (secolul I î.Hr.).
Cert este că prima documentare istorică datează din anul 1345, când călugării francezi au adus strugurele cu ei în Rheingau (Alsacia), unde a fost cultivat începând cu anul 1470.
Biserica deținea pământurile pe care se cultiva vița de vie, pe atunci, iar după revoluția franceză din anul 1789, acestea au fost distribuite familiilor din Bourgogne, fapt care a dus la conducerea și stăpânirea individuală a loturilor, model păstrat până în zilele noastre.

## Caracteristici

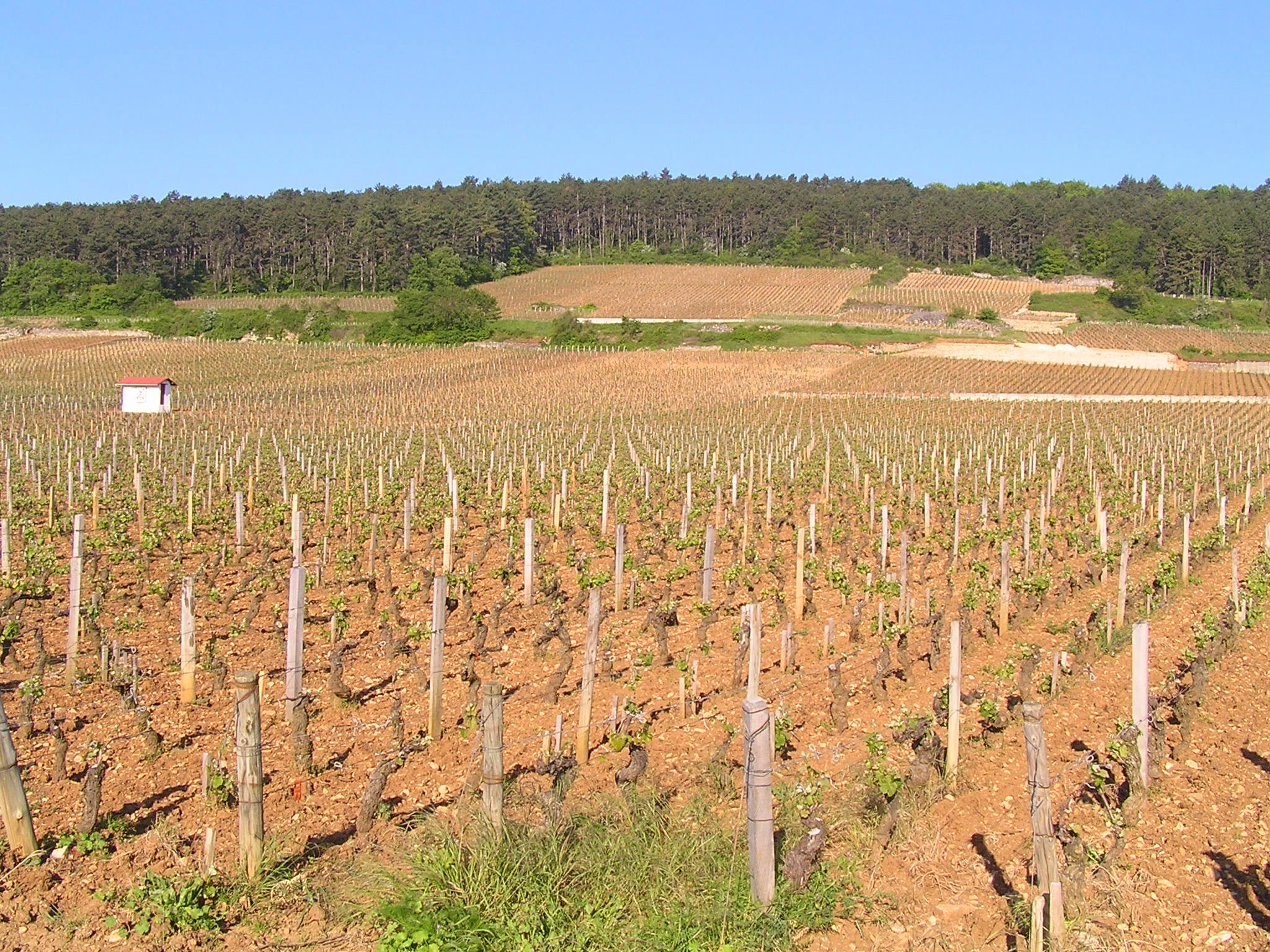
Podgorie Pinot Noir la Clos de Bèze, Gevrey-Chambertin, Côte-d'Or, Franța.

Pinot Noir este un strugure genetic instabil, ceea ce înseamnă că se modifică foarte ușor, fapt care are ca rezultat dificultatea menținerii constante a parametrilor săi. Se estimează că există în lume peste 1000 de clone diferite ale familiei Pinot. Unele dintre acestea au devenit cunoscute ca varietăți independente: Pinot Blanc, Pinot Gris, Pinot Meunier. 
Instabilitatea sa genetică în combinație cu condițiile meteorologice pretențioase, cerute de această varietate, face din Pinot Noir un strugure dificil de crescut și întreținut, chiar și pentru cel mai experimentat oenolog.
Din considerentele de mai sus, aroma vinului produs din Pinot Noir este schimbătoare. Când este tânar, oferă simple caracteristici de cireșe, prune și căpșuni (fructe roșii, coapte). Pe măsură ce devine mai matur, caracteristicile sale devin mai complexe, incluzând stafide, fân, tutun, piele, ciuperci sau piper negru. Culoarea sa este de un roșu-maroniu plăcut și transparent.
În general, vinul Pinot Noir nu se recunoaște prea ușor, el neavând o anume aromă caracteristică a soiului. Este un vin fin, amplu, rotund, moale, de obicei alcoolic (12-13 %) și cu o culoare rubinie ce nu exceleaza în intensitate. Se recomandă ca vinul Pinot Noir să fie învechit 1-2 ani la vas și 3-4 ani la sticlă.
Face o pereche ideală cu carnea de miel (prăjită sau fiartă), rață, fazan, și paste făinoase de origine italiană (fără sosuri prea picante, care tind să accentueze conținutul de alcool). Este renumit ca ingredient pentru celebrul Coq au vin francez (pui fiert în vin roșu).

## Zone de producție
Pinot Noir, de o notabilă calitate, se cultivă atât în țări europene - Germania, Austria, Franța, Italia, Elveția, Spania (Catalonia), România și Republica Moldova (Purcari), cât și în țări din afara Europei - Noua Zeelandă, Australia, Statele Unite ale Americii (regiunea de coastă a Californiei), Oregon, Washington), Canada, Chile, Africa de Sud (unde în combinație cu cinsault contribuie la producția faimosului pinotage), precum și unele țari din Asia.
Pinot Noir este cunoscut de asemenea sub următoarele nume: Blauer Klevner, Auvernat Noir, Coraillod, Noirien, Schwartz Klevner, Vert Dore, Pinot Nero, Blauburgunder, Spatburgunder.
Este un vin inconfundabil, lăsând un gust de neuitat în memorie și pe papilele gustative, datorită nu în ultimul rând și texturii catifelate, lăsând urme în cultura și arta mai multor popoare. 
Astfel. scriitorul francez Hilaire Belloc, scria despre Gevrey–Chambertin (vin făcut în întregime din Pinot Noir), reamintindu-și visător de tinerețe: „Am uitat numele locului, am uitat numele fetei..., dar vinul era Chambertin!”